# MYL1
MYL1‏ (Myosin light chain 1) هوَ بروتين يُشَفر بواسطة جين MYL1 في الإنسان.